# Stalowa Wola
Stalowa Wola é um município da Polônia, na voivodia da Subcarpácia e no condado de Stalowa Wola. Estende-se por uma área de 82,52 km², com 60 799 habitantes, segundo os censos de 2019, com uma densidade de 736,78 hab/km².